# Plantago papuana
Plantago papuana är en grobladsväxtart som beskrevs av Van Royen. Plantago papuana ingår i släktet kämpar, och familjen grobladsväxter. Inga underarter finns listade i Catalogue of Life.